# Jennifer Breitrück
Jennifer Breitrück (* 30. April 1982 in Frechen, Nordrhein-Westfalen) ist eine deutsche Schauspielerin.

## Leben & Wirken
Breitrück wuchs in Leverkusen auf und machte dort ihr Abitur. Von 2004 bis 2008 studierte sie an der Folkwang Universität der Künste Schauspiel.
Ihre Stationen als Theaterschauspielerin führten sie über das Junge Theater Leverkusen, Theater Bielefeld, das Schauspielhaus Bochum, die Gandersheimer Domfestspiele, Wuppertaler Bühnen und das Theater Osnabrück zum Grips-Theater in Berlin, wo sie unter anderem im Musical Linie 1 die Rolle des „Mädchens“ und in Lilly unter den Linden die Titelrolle spielte. In der ZDF-Telenovela Wege zum Glück stellte sie in den Folgen 733–789 die Paula Bergmann dar. In der Folge „Das Glück der anderen“ der ZDF-Vorabendserie Unser Charly spielte sie die Episodenhauptrolle.

## Filmografie
- 2008–2009: Wege zum Glück (Fernsehserie)
- 2010: Unser Charly (Fernsehserie, Folge 15x13 Das Glück der anderen)
- 2018: Jenny: Echt gerecht (Fernsehserie, Folge 1x3 Vergiftet)
- 2021: SOKO Wismar (Fernsehserie, Folge 19x12 Scheiden tut weh)
- 2025: SOKO Köln (Fernsehserie, Folge 10x16 Ausweglos, Folge 21x20 Die kleine Schwester)